# Brazos Bend
Brazos Bend är en ort i Hood County i Texas. Vid 2010 års folkräkning hade Brazos Bend 305 invånare.